# Vähä Allasjärvi
Vähä Allasjärvi är en sjö i kommunen Alavo i landskapet Södra Österbotten i Finland. Sjön ligger 115,8 meter över havet. Den är 1,3 meter djup. Arean är 91 hektar och strandlinjen är 6,39 kilometer lång. Sjön  ingår i Lappo å huvudavrinningsområde.   Den ligger omkring 36 kilometer sydöst om Seinäjoki och omkring 280 kilometer norr om Helsingfors. 
Vähä Allasjärvi ligger nordöst om Iso Allasjärvi. 